# اسیدشویی
اسیدشویی (به انگلیسی: Pickling) یک فرایند سطح سازی فلز است که برای حذف ناخالصی‌ها مانند لکه‌ها، آلودگی‌های غیر آلی، زنگ زدگی یا رسوب از سطح فلزات آهنی، مس، فلزات گرانبها و آلیاژهای آلومینیومی انجام می‌شود. یک محلول به نام pickle liquor، که معمولاً حاوی اسید است، برای حذف ناخالصی‌های سطحی مورد استفاده قرار می‌گیرد. ازین فرایند معمولاً در فرایندهای مختلف تولید فولاد، از بین بردن رسوب یا تمیز کردن فولاد استفاده می‌شود.
اسیدشویی به حذف یک لایه نازک فلز از سطح فولاد ضدزنگ گفته می‌شود. معمولاً برای اسیدشویی فولاد ضدزنگ از مخلوطی از اسید نیتریک و هیدروفلوئوریک اسید استفاده می‌شود. اسیدشویی فرایندی است که برای حذف لایه‌های تغییر رنگ داده شده توسط جوشکاری از سطح فولاد ضدزنگ استفاده می‌شود، جایی که میزان کروم سطحی فولاد کاهش یافته است.

## روش‌های اسیدشویی
طیف وسیعی از روش‌های اسیدشویی وجود دارد که می‌توان در ساخت قطعات فولادی ضدزنگ، اجزای ساختمان و فلزکاری از آنها استفاده کرد. مهم‌ترین ترکیباتی که در اسیدشویی فولاد ضدزنگ از آنها استفاده می‌شود اسید نیتریک و هیدروفلوئوریک اسید می‌باشد. روش‌های عمده استفاده شده توسط متخصصان اسیدشویی برای تمیز کردن کامل مواد یا مناطق بزرگ عبارتند از:
- اسیدشویی به روش غوطه‌وری درون مخزن
- اسیدشویی به روش اسپری بر روی سطوح
- اسیدشویی به روش بازگردشی

روش غوطه‌وری در مخزن معمولاً خارج از محل و در کارخانه تولیدکننده یا متخصص اسیدشویی انجام می‌شود.
اسیدشویی افشانه ای (اسپری) می‌تواند در محل انجام شود، اما باید با تجهیزات و توسط متخصصان با روش‌های ایمن و با دفع مناسب اسید انجام شود. روش غوطه وری در مخزن دارای مزیت ایجاد مقاومت به خوردگی مطلوب در تمام سطوح با دسترسی سخت و همچنین یکنواختی اسیدشویی برخوردار است. همچنین بهترین گزینه در زمینه بهداشت و ایمنی است زیرا همیشه «خارج از سایت» انجام می‌شود. انجام اسیدشویی در کارخانجات تولیدکننده فولاد ضدزنگ یا کارگاه‌های پرداخت‌کاری که در آن فرایند با دقت کنترل می‌شود، آثار مخرب محیط زیستی این فرایند را کاهش می‌دهد.
در مورد لوله‌کشی انجام شده برای حمل مایعات خورنده، استفاده از روش اسیدشویی بازگردشی توصیه می‌شود. این روش شامل گردش سیال اسیدشویی از طریق سیستم می‌باشد.
در مناطق کوچکتر، به ویژه در اطراف مناطق جوشکاری شده، می‌توان از روش‌های زیر استفاده کرد:
- برس کشیدن بر روی خمیر یا ژل اسیدی
- تمیزکاری الکتروشیمیایی

در هنگام اسیدشویی با ژل یا خمیر مخصوص اسیدشویی باید توجه داشت که حتماً قبل از خشک شدن ژل آن را با آب یون‌زدایی شده به خوبی شستشو داد.

## تغییر رنگ در اثر جوشکاری (Heat Tint)

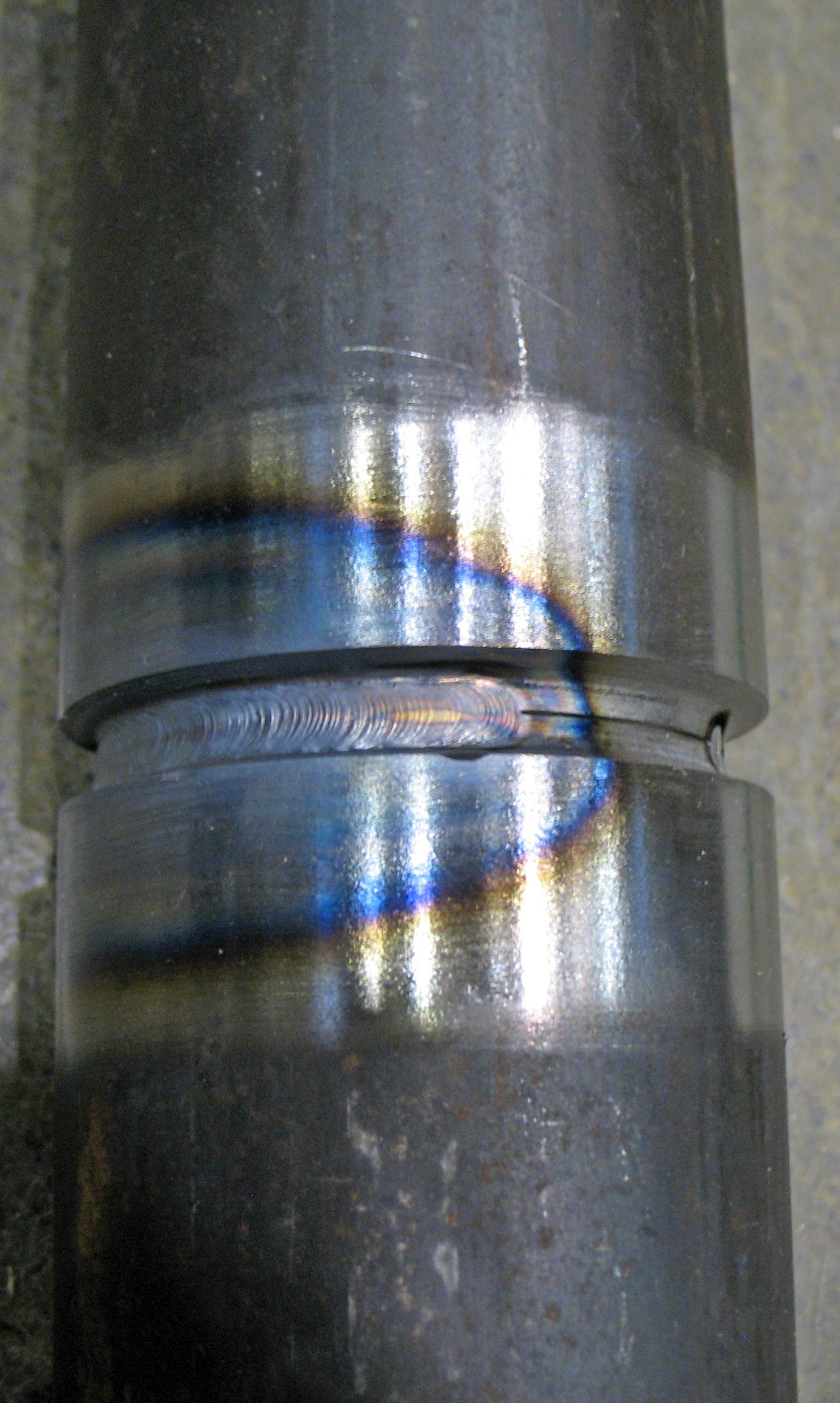
تغییر رنگ ایجاد شده بر روی یک لوله جوشکاری شده

تغییر رنگ در اثر جوشکاری و حرارت نتیجه شکل گرفتن یک لایه ضخیم اکسید شفاف در سطح فولاد است که در مقایسه با لایه محافظ اولیه خواص محافظتی کمتری دارد. همچنین دقیقاً در زیر این لایه اکسید، فولاد دچار کاهش سطح کروم می‌شود. رنگ‌بندی آن شبیه به رنگ‌بندی عملیات حرارتی «برگشت دادن» است که در سطوح دیگر فولادها دیده می‌شود که محدوده آن از رنگ نارنجی کاهی تا آبی تیره متغیر است.
تغییر رنگ حرارتی بر روی ساختارهای فولاد زنگ‌نزن را می‌توان با استفاده برس کشیدن بر روی خمیر یا ژل اسیدی، اسیدشویی افشانه ای، اسیدشویی با غوطه‌وری درون مخزن یا روش‌های تمیز کردن الکتروشیمیایی برطرف کرد، البته این کار باید بعد از پاکسازی کامل منطقه از چربی انجام شود. برای حذف تغییر رنگ ایجاد شده در اثر جوشکاری ممکن است به ترکیبی از تکنیک‌های پرداخت‌کاری نیاز باشد، زیرا استفاده از اسید نیتریک به تنهایی نمی‌تواند برای حذف فلز کافی از سطح مؤثر باشد. این ترکیب می‌تواند شامل عملیات‌های مکانیکی (سنگ زنی یا فرزکاری) و پس از آن، آلودگی زدایی با اسید نیتریک باشد. حذف تغییر رنگ حرارتی از سطوحی که از دید پنهان است اهمیت بالایی دارد، چرا که این سطوح به احتمال زیاد در معرض محیط سرویس قرار خواهند گرفت و در صورت برطرف نشدن می‌تواند باعث زنگ‌زدگی فولاد زنگ‌نزن شود.

## اسیدشویی گریدهای مختلف فولادهای زنگ‌نزن
قابلیت اسیدشویی فولادهای زنگ نزن مختلف به درصد عناصر آلیاژی و هم چنین نحوه ساخت قطعه بستگی دارد. به همین دلیل، فرایند منحصر به فردی که برای همه گریدهای فولاد زنگ نزن اثر بخش باشد وجود ندارد. اندازه قطعه و تعداد قطعاتی که قرار است اسیدشویی شوند عوامل دیگری هستند که به انتخاب صحیح عامل پاک‌کننده و روش اسیدشویی کمک می‌کنند.

### فولادهای زنگ‌نزن آستنیتی
این دسته از فولادها از قبیل فولادهای ۳۰۴، 304L، ۳۱۶، 316L فولادهایی هستند که اسیدشویی آنها ساده در نظر گرفته می‌شود. مخلوطی از اسید نیتریک و هیدروفلئوریک اسید در آب از پرکاربردترین محلول‌های مورد استفاده برای اسیدشویی این دسته از فولادها هستند. با تغییر عواملی مانند زمان، غلظت‌ها و دما می‌توان اثربخشی آن را تنظیم کرد. بهترین راه بررسی غلظت مورد نیاز اسیدها در آب، آزمون عملی می‌باشد.

### فولادهای زنگ‌نزن آلیاژ-بالا و فولادهای زنگ‌نزن دوپلکس
این دسته مقاومت به خوردگی بیشتری داشته و نیاز به مخلوط‌های خورنده‌تری از اسیدها در دماهای بالاتر و زمان‌های بیشتر دارند. خطر اسیدشویی اضافی (Overpickling که باعث زبری سطح می‌شود) در این گریدها کمتر می‌باشد. در هنگام اسیدشویی گریدهای آلیاژ-بالا، آماده‌سازی سطح به روش مکانیکی برای حذف اکسیدها توصیه می‌شود.

### فولادهای زنگ‌نزن فریتی و مارتنزیتی
این دسته از فولادها از قبیل ۴۳۰ و ۴۱۰، درصد کروم کمتری نسبت به فولادهای زنگ‌نزن آستنیتی دارند و در حالت کلی این بدان معناست که این فولادها مقاومت به خوردگی کمتری داشته و اسیدشویی آنها «آسان‌تر» است.

### فولادهای زنگ‌نزن مارتنزیتی در حالت سخت‌کاری شده
این دسته از فولادها زمانی که در معرض اسیدهایی که باعث هیدروژن‌زایی می‌شوند، قرار بگیرند دچار تردشدگی هیدروژنی یا حمله درون-دانه ای می‌شوند. در این دسته توصیه می‌شود برای تمیزکاری از روش‌های مکانیکی استفاده گردد. در صورتی که اسیدشویی اجتناب‌ناپذیر باشد، قطعات باید بلافاصله بعد از اسیدشویی به مدت ۲۴ ساعت در دمای ۱۲۰ تا ۱۵۰ درجه سلسیوس حرارت داده شوند تا هیدروژن به بیرون رانده شده و از ترد شدگی جلوگیری شود. در صورت استفاده از اسیدهایی که باعث تولید هیدروژن نمی‌شوند-مانند محلول‌هایی که در استاندارد ASTM A380 آورده شده است - نیاز به این کار نمی‌باشد.

## خنثی سازی اسید و دفع فاضلاب
آبی که برای آبکشی قطعه پس از اسیدشویی استفاده شده است، اسیدی و حاوی فلزات سنگین (شامل کروم و نیکل و…) می‌باشد. این آب باید طبق الزامات قانونی دفع شود. باید از روش‌های خنثی‌سازی توسط عوامل قلیایی مانند کلسیم هیدروکسید یا سدیم کربنات به همراه عوامل ته‌نشین کننده استفاده گردد. تنظیم PH این فاضلاب باعث می‌شود تا فلزات سنگین به صورت هیدروکسیدهای فلزی رسوب کنند. میزان رسوب‌زایی در PH با مقدار ۹٫۵ در بهینه‌ترین حالت می‌باشد. فلزات سنگین لجنی تشکیل می‌دهند که باید به روش صحیح دفع فلزات سنگین دفع گردد.

## قوانین ایمنی
در هنگام انجام فرایند اسیدشویی در همه حال باید از تجهیزات ایمنی مناسب منجمله نقاب صورت، دستکش لاستیکی و لباس ایمنی لاستیکی استفاده گردد. از آنجایی که گازهای مضر و سمی در مکان‌هایی که این عملیات انجام می‌شود متصاعد می‌شوند، باید روی حوضچه‌های اسیدشویی را روکش کشید و مکان تهویه کافی داشته باشد. باید به پرسنل آموزش‌های کافی داده شود که در هنگام بروز حادثه چه کنند.